# Liverīs Andritsos
Liverīs Andritsos (in greco Λιβέρης Ανδρίτσος?; Atene, 31 dicembre 1959) è un ex cestista greco.

## Carriera
Con la Grecia ha disputato due edizioni dei Campionati mondiali (1986, 1990) e cinque dei Campionati europei (1981, 1983, 1987, 1989, 1991).

## Palmarès
- Campionato greco: 1

Panathinaikos: 1983-84
- Coppa di Grecia: 2

Panathinaikos:	1983, 1986